# 神谷美来
神谷 美来（かみや みく、1987年12月16日 - ）は、神奈川県出身のレースクイーン。元フェイスネットワーク所属。愛称は「みくちー」。
趣味は音楽鑑賞、ネイルアート。

## 主な活動

### レースクイーン
- SUPER GT「TAKATA 童夢 Race Queen」（2008年）

### テレビ出演
- オールスター感謝祭’08秋（TBS系・2008年9月27日） - アシスタント